# Alberto Ríos
Alberto Alvaro Ríos, né le 18 septembre 1952 à Nogales (Arizona), est un poète, écrivain et professeur d'université américain.
En 2013, Alberto Ríos est nommé pour le premier poste de Poète lauréat de l'Arizona.
En 2014, il est élu chancelier de l'Academy of American Poets. Depuis 2017, il est directeur du Virginia G. Piper Center for Creative Writing de l'université d'État de l'Arizona, où il enseigne depuis 1982.

## Biographie
Alberto Rios est né à Nogales, ville proche de la frontière mexicaine, d'un père mexicain portant le même nom que lui, Alberto Alvaro Ríos, né à Tapachula (Chiapas), exerçant le métier de juge, et d'une mère britannique, Agnes Fogg Ríos, née à Boyington dans le Lancastre (Royaume-Uni), exerçant le métier d'infirmière. Ses parents se sont rencontrés durant la seconde Guerre mondiale,.
Sa famille était celle de conteurs, contes qui l'ont initié à la poésie,.
Après ses études secondaires, Alberto Rios est accepté par l'université d'État de l'Arizona, où il obtient son Bachelor of Arts en 1974 puis son Master of Fine Arts en  1979. Il devient professeur de littérature anglaise à l'université d'État de l'Arizona en 1982.
Depuis 1981, quand il a reçu le prix Walt Whitman de l'Academy of American Poets pour Whispering Fool the Wind (publié en 1982), Alberto Ríos a  pris un rôle important sur la scène de la littérature américaine.
Alberto Ríos a été présenté[Par qui ?] comme étant le poète baroque du Sud-Ouest des États-Unis, comme la voix poétique la plus éloquente et la plus lyrique de la langue américaine dans les années 1980, comme le poète le plus techniquement sophistiqué et complexe des régions frontalières, comme Lorna Dee Cervantes (en) et Gary Soto. Peu importe la façon dont ces évaluations peuvent sembler exagérées, Alberto Ríos est sûrement l' une des principales voix de l'ère postmoderniste.
À côté de ses poèmes, Ríos s'est fait également connaître par ses nouvelles.

## Œuvres

### Recueils de poèmes
- Whispering to Fool the Wind, éd. Sheep Meadow Press, 1982,
- Five Indiscretions, éd. Sheep Meadow Press, 1985,
- The Lime Orchard Woman : Poems, Riverdale-on-Hudson, État de New York, Sheep Meadow Press, 1988, 100 p. (ISBN 9780935296778, OCLC 741728307, lire en ligne)[8],
- Teodora Luna’s Two Kisses, éd. W. W. Norton, 1990[9],
- The Smallest Muscle in the Human Body, éd. Copper Canyon Press, 2002[10],
- The Theater of Night, éd. Copper Canyon Press, 2006[11],
- The Dangerous Shirt, Port Townsend, État de Washington, Copper Canyon Press, 2009, 132 p. (ISBN 9781556592980, OCLC 268791251, lire en ligne)[12],
- A Small Story about the Sky, Port Townsend, Washington,, Copper Canyon Press, 2015, 148 p. (ISBN 9781556594793, OCLC 891185527, lire en ligne)[13],

### Recueil de nouvelles
- The Iguana Killer: Twelve Stories of the Heart, éd. Blue Moon and Confluence Press, 1984.
- Pig Cookies and Other Stories, San Francisco, Californie, Chronicle Books, 1995, 212 p. (ISBN 9780811807456, OCLC 604099653, lire en ligne),
- The Curtain of Trees : Stories, Albuquerque, Nouveau Mexique, University of New Mexico Press, 1999, 164 p. (ISBN 9780826320704, OCLC 40542999, lire en ligne),

### Mémoire
- Capirotada : A Nogales Memoir, Albuquerque, Nouveau Mexique, University of New Mexico Press (réimpr. 2015) (1re éd. 1999), 166 p. (ISBN 9780826320933, lire en ligne)

## Prix et distinctions
- 1979 : récipiendaire de l'Arts’ Literature Fellowships décerné le National Endowment for the Arts[14],
- 1981 : récipiendaire du Walt Whitman Award décerné par l'Academy of American Poets[15],
- 1988 : boursier de la Fondation Guggenheim[16]
- 1991 : récipiendaire de l'Arizona Governor's Arts Award[17],
- 2002 : co-récipiendaire avec Annette Kolodny du Western Literature Association Distinguished Achievement Award décerné par la Western Literature Association (en)[18],

## Pour approfondir

#### Essais et biographie
- (en-US) Peter Wild, Alberto Ríos, Boise, Idaho, Boise State University, coll. « Western Writers Series » (no 131), 1998, 56 p. (ISBN 9780884301301, lire en ligne),

#### Articles anglophones
- Joseph Deters, « Fireworks on the Borderlands: A Blending of Cultures in the Poetry of Alberto Ríos », Confluencia, vol. 15, no 2,‎ printemps 2000, p. 28-35 (8 pages) (lire en ligne ),
- Leslie A. Wootten, « The Edge in the Middle: An Interview with Alberto Ríos », World Literature Today, vol. 77, no 2,‎ juillet / septembre 2003, p. 57-60 (4 pages) (lire en ligne )
- Seth Muller, « Stories of the Heart, Stories of the Sky : A conversation with Arizona Poet Laureate Alberto Ríos », sur Flag Live, 10 septembre 2010,
- « Say the Life in the Poem : Alberto Álvaro Ríos reflects on Poetry Out Loud », sur Arizona Commission on the Arts, 19 août 2013,
- Arizona's First Poet Laureate Alberto Rios on His New Title, par Deborah Sussman pour le Phoenix New Times, 2013,
- Shannon Doyne, « Poetry Pairing | ‘A Small Story about the Sky’ », sur The New York Times, 10 octobre 2013,
- Arizona poet laureate Alberto Rios proves he is master of metaphor, par Arlice Davenport pour le Wichita Eagle, 2015,
- Jeff Lennon, « A Small Story About the Sky by Alberto Rios », sur The Rumpus, 31 octobre 2015,
- « Alberto Rios : Honored as Historymaker 2005 », sur Historical League, 2018.

#### Articles hispanophones
- Lupe Cárdenas et Justo Alarcón, « Entrevista con Alberto Rios », Confluencia, vol. 6, no 1,‎ 1990, p. 119-126 (8 pages) (lire en ligne )